# José Manuel Casado
José Manuel Casado Bizcocho (Coria del Río, 9 de agosto de 1986) es un futbolista español que juega de lateral izquierdo.Actualmente juega en el Coria CF

## Carrera
Comenzó su carrera en los escalafones inferiores del Sevilla FC, aunque su gran progreso hizo que el FC Barcelona se fijará en él y decidiera llevárselo a La Masía.
Tras un par de años no muy fructíferos en Barcelona, regresa al filial sevillista para jugar la temporada 07/08, donde compitió con Manuel Redondo por un puesto en el lateral izquierdo, en el que no encontró demasiada competencia debido a las lesiones de este último, realizando Casado una magnífica temporada. Las bajas en el primer equipo llegaron incluso a hacerle titular con éste el 11 de noviembre de 2007 en El Madrigal ante el Villarreal CF, con tan mala fortuna de caer lesionado y sustituido en el minuto 48.
A mediados del mes de julio de 2008, Casado llega al R.C. Recreativo de Huelva en calidad de cedido por una temporada y sin opción de compra por parte de éste, ya que el Sevilla FC cuenta con él para el futuro y le ha renovado su contrato hasta 2012, siendo entonces un estupendo recambio para Ivica Dragutinović debido a su edad.

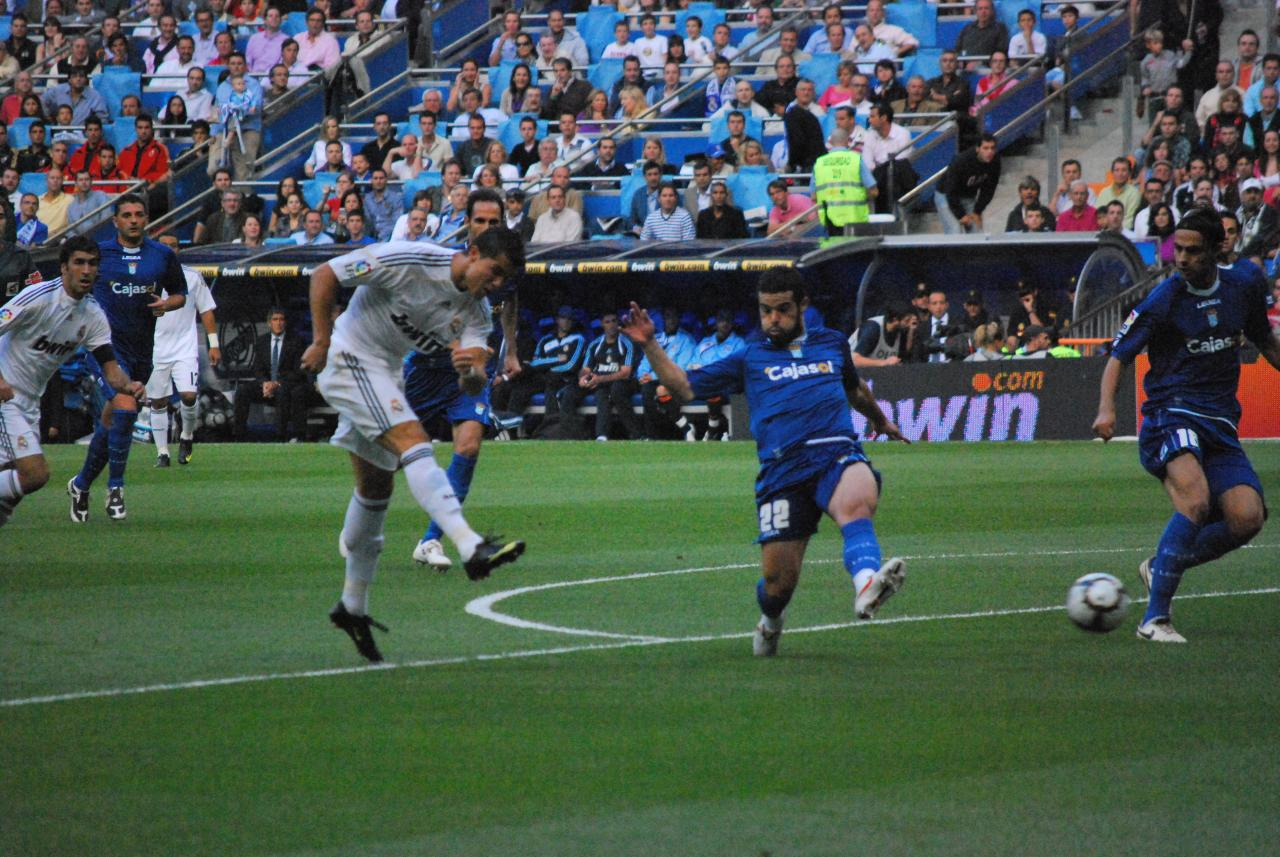
En el Estadio Santiago Bernabéu

En la temporada 2009-10, Casado jugó en calidad de cedido en el Xerez Club Deportivo, donde se disputó la titularidad durante toda la temporada con Mendoza. El sevillano jugó 27 partidos, ganando la partida a su compañero y rival por el lateral izquierdo xerecista.
Casado es traspasado al Rayo Vallecano en la temporada 2010-11, afianzándose en la titularidad del conjunto madrileño, jugando 36 partidos y logrando un gol. Junto a sus compañeros se convierte en uno de los héroes que logran el ascenso a la Primera División 12 años después del último ascenso. Los dos años siguientes realiza grandes temporadas bajo la dirección de Paco Jémez y junto a sus compañeros en Primera División, hasta sufrir una grave lesión en el ligamento cruzado de la rodilla de su pierna derecha el 13 de mayo de 2013 a la media hora de disputa del partido entre el Rayo y el Valencia.
Tras desvincularse contractualmente del Rayo, en octubre de 2013 y para la temporada temporada 2013-14 es contratado por el Málaga CF.
En enero de 2015 es traspasado al UD Almería.
En enero de 2017, el lateral izquierdo convenció durante un periodo de prueba a Jagoba Arrasate y firma contrato con el Numancia hasta el final del ejercicio, tras acabar su contrato con el Bolton Wanderers.
En julio de 2017 vuelve al Recreativo de Huelva en 2ªB.

## Clubes
| Club                    | Año       | Campeonato                   | Partidos | Goles |
| ----------------------- | --------- | ---------------------------- | -------- | ----- |
| Sevilla Atlético        | 2006-2007 | Segunda División B           | 33       | 1     |
| Sevilla Atlético        | 2007-2008 | Segunda División             | 31       | 1     |
| Sevilla FC              | 2007-2008 | Primera División             | 2        | 0     |
| Recreativo de Huelva    | 2008-2009 | Primera División             | 19       | 0     |
| Xerez CD                | 2009-2010 | Primera División             | 27       | 0     |
| Rayo Vallecano          | 2010-2011 | Segunda División             | 36       | 1     |
| Rayo Vallecano          | 2011-2012 | Primera División             | 60       | 0     |
| Málaga CF               | 2012-2013 | Primera División             | 3        | 0     |
| UD Almería              | 2014      | Primera División             | 8        | 0     |
| Bolton Wanderers        | 2015      | Football League Championship | 9        | 0     |
| Club Deportivo Numancia | 2017      | Segunda División             | 7        | 0     |
| Recreativo de Huelva    | 2017-2018 | Segunda División             | 22       | 0     |
| Coria CF                | 2019-2020 | Tercera División             |          |       |